# Selby
Selby este un oraș și un district ne-metropolitan situat în Regatul Unit, în comitatul North Yorkshire, regiunea Yorkshire and the Humber, Anglia. Districtul are o populație de 79.800 locuitori, din care 13.102 locuiesc în orașul propriu zis Selby.

## Orașe din cadrul districtului
- Selby
- Tadcaster